# Gilles Deleuze
Gilles Deleuze (tiếng Pháp: [ʒil dəløz]; 18 tháng 1 năm 1925 - 4 tháng 11 năm 1995) là một triết gia người Pháp, từ những năm 1960 cho đến khi qua đời, đã viết về triết học, văn học, điện ảnh và mỹ thuật. Tác phẩm phổ biến nhất của ông là hai tập của Capitalism and Schizophrenia: Anti-Oedipus (1972) và A Thousand Plateaus (1980), cả hai là đồng tác giả với nhà phân tâm học Félix Guattari.
Luận án siêu hình Difference and Repetition (1968) của ông được nhiều học giả coi là tác phẩm vĩ đại của ông. A. W. Moore, khi nhắc đến tiêu chuẩn của Bernard Williams về một nhà tư tưởng lớn, đã xếp hạng Deleuze trong số những "nhà triết học vĩ đại nhất". Tác phẩm của ông đã ảnh hưởng đến nhiều lĩnh vực khác nhau từ triết học đến nghệ thuật, bao gồm lý luận văn học, chủ nghĩa hậu cấu trúc và chủ nghĩa hậu hiện đại.

## Tiểu sử

### Đầu đời: 1925–1948
Gilles Deleuze chào đời ngày 18 tháng 1 năm 1925 tại Quận 17, Paris, Pháp, trong một gia đình trung lưu bảo thủ. Cha ông, Louis Deleuze, từng là chủ sở hữu một công ty lợp mái chống thấm nhỏ nhưng sạt nghiệp vào năm 1930, sau đi làm thuê cho một công xưởng sản xuất thân máy bay. Louis và vợ, bà Odette Camuet, có tư tưởng chính trị thiên hữu, không ưa tầng lớp lao động, trái ngược với đứa con Gilles của họ. Gilles có một người anh ruột, Georges Deleuze, bị bắt giữ vì hoạt động kháng chiến chống Đức trong Thế chiến II, về sau bỏ mạng trên chuyến tàu tới trại tập trung Auschwitz. Nhà tiểu sử học François Dosse cho rằng cái chết của Georges đã ảnh hưởng rất lớn tới sự hình thành tính cách của Gilles.
Năm 15 tuổi, cha mẹ Deleuze gửi ông vào một ngôi trường nội trú ở Brittany để lánh chiến tranh. Tại đây, ông phát triển niềm yêu thích triết học. Sau khi Pháp đầu hàng Đức vào năm 1940, Deleuze trở về Paris bị chiếm đóng và học ở trường Lycée Carnot.

## Triết học

### Công trìnhLịch sử và triết học

#### Hume và Kant
Trong cuốn sách đầu tay với nhan đề Thuyết duy nghiệm và tính chủ quan, Deleuze đã đưa ra một lối biện giải phá cách về triết học duy nghiệm của David Hume, đồng thời nhấn mạnh vấn đề nguồn gốc của tính chủ quan. Theo Phillip Goodchild, ở đây Deleuze đã vận dụng Hume nhằm biệt ly triết học của mình khỏi ba dòng tư tưởng chi phối triết học lục địa, đó là: sử quan biện chứng Hegel, hiện tượng học Husserl và bản thể học cơ yếu Heidegger.